# Noralvis de las Heras
Noralvis de las Heras es una deportista cubana que compitió en atletismo adaptado. Ganó dos medallas en los Juegos Paralímpicos de Verano, bronce en Atenas 2004 y bronce en Río de Janeiro 2016.

## Palmarés internacional
| Juegos Paralímpicos | Juegos Paralímpicos     | Juegos Paralímpicos | Juegos Paralímpicos |
| Año                 | Lugar                   | Medalla             | Prueba              |
| ------------------- | ----------------------- | ------------------- | ------------------- |
| 2004                | Atenas (Grecia)         | Medalla de bronce   | Peso F42-46         |
| 2016                | Río de Janeiro (Brasil) | Medalla de bronce   | Disco F44           |